# Галлоуэй, Роберт
Роберт Галлоуэй (англ. Robert Galloway; род. 24 сентября 1992, Колумбия, США) — американский теннисист. Четвертьфиналист одного турнира Большого шлема в парном разряде (Открытый чемпионат США-2023); победитель двух турниров ATP в парном разряде.

## Биография
Родился 24 сентября 1992 года.

## Спортивная карьера
В 2015—2024 годах стал победителем двадцати турниров серии «челленджер» и двенадцати турниров серии «фьючерс» в парном разряде.
В начале сентября 2023 года вместе с французом Альбано Оливетти дошёл до четвертьфинала Открытого чемпионата США в парном разряде, где они проиграли французам Николя Маю и Пьер-Юг Эрберу со счётом 5-7, 4-6.

### 2024—2025
В 2024 году стал победителем двух турниров ATP 250 в парном разряде: Чемпионата Делрей-Бич и Чемпионата Мальорки.
Так же в этом году он стал финалистом трёх турниров ATP 250 и одного турнира ATP 500 в парном разряде: BOSS Open в Штутгарте, Чемпионата Уинстон-Сейлема, Чемпионата Европы в Антверпене и Чемпионата Японии.
В середине января 2025 года вместе с уругвайцем Ариэлем Беаром дошёл до третьего круга Открытого чемпионата Австралии в парном разряде, где они со счётом 3-6, 6-3, 6-7 проиграли британской паре Ллойд Гласспул и Джулиан Кэш, — которые в итоге стали четвертьфиналистами данного турнира.
В начале февраля 2025 года вместе с уругвайцем Ариэлем Беаром стал финалистом в парном разряде турнира категории ATP 500 Dallas Open в Далласе (США), где он в финале проиграл американской паре Эван Кинг и Кристиан Харрисон со счётом 6-7(4), 6-7(4).

## Рейтинг на конец года
| Год  | Одиночный рейтинг | Парный рейтинг |
| 2024 | —                 | 34             |
| 2023 | —                 | 48             |
| 2022 | 1469              | 87             |
| 2021 | 1049              | 111            |
| 2020 | —                 | 136            |
| 2019 | —                 | 127            |
| 2018 | —                 | 109            |
| 2017 | 1849              | 294            |
| 2016 | 2069              | 476            |
| 2015 | 1461              | 825            |

## Выступления на турнирах

### Финалы турниров ATP в парном разряде (7)

#### Победы (2)
| Легенда                     |
| --------------------------- |
| Турниры Большого шлема (0)* |
| Итоговый турнир ATP (0)     |
| Мастерс (0)                 |
| АТР 500 (0)                 |
| АТР 250 (0+2)               |

| Титулы по покрытиям | Титулы по месту проведения матчей турнира |
| ------------------- | ----------------------------------------- |
| Хард (0+1)*         | Зал (0)                                   |
| Грунт (0)           | Зал (0)                                   |
| Трава (0+1)         | Открытый воздух (0+2)                     |
| Ковёр (0)           | Открытый воздух (0+2)                     |

* количество побед в одиночном разряде + количество побед в парном разряде.
| №  | Дата            | Турнир            | Покрытие | Партнёр     | Соперники в финале             | Счёт           |
| 1. | 19 февраля 2024 | Делрей-Бич, США   | Хард     | Джулиан Кэш | Сантьяго Гонсалес Нил Скупски  | 5-7 7-5 [10-2] |
| 2. | 29 июня 2024    | Мальорка, Испания | Трава    | Джулиан Кэш | Диего Идальго Алехандро Табило | 6-4 6-4        |

#### Поражения (5)
| №  | Дата            | Турнир              | Покрытие   | Партнёр             | Соперники в финале               | Счёт            |
| 1. | 16 июня 2024    | Штутгарт, Германия  | Трава      | Джулиан Кэш         | Рафаэл Матос Марсело Мело        | 6-3 3-6 [8-10]  |
| 2. | 24 августа 2024 | Уинстон-Сейлем, США | Хард       | Джулиан Кэш         | Натаниэль Ламмонс Джексон Уитроу | 4-6 3-6         |
| 3. | 1 октября 2024  | Токио, Япония       | Хард       | Ариэль Беар         | Ллойд Гласспул Джулиан Кэш       | 4-6 6-4 [10-12] |
| 4. | 20 октября 2024 | Антверпен, Бельгия  | Хард (зал) | Александр Недовесов | Лукас Мидлер Александр Эрлер     | 4-6 6-1 [8-10]  |
| 5. | 9 февраля 2025  | Даллас, США         | Хард (зал) | Ариэль Беар         | Эван Кинг Кристиан Харрисон      | 6-7(4) 6-7(4)   |